# Ортега Диас, Педро
Педро Ортега Диас (исп. Pedro Ortega Díaz, 18 декабря 1914, Рио-Карибе, штат Сукре — 3 февраля 2006, Каракас) — венесуэльский адвокат и политик, профессор, видный деятель коммунистического движения страны, председатель Коммунистической партии Венесуэлы.

## Биография
Получил высшее юридическое образование в Центральном университете Венесуэлы. Работал адвокатом (специализация — трудовое право), долгое время был консультантом Конфедерации трудящихся Венесуэлы (CUTV).
В 30-х годах Участвовал в студенческом движении, состоял в Национально-демократической партии (НДП), легальной левой партии (1937—1939), тогда же вступил в подпольную Компартию Венесуэлы (КПВ). На прошедшем в легальных условиях I (объединительном) съезде КПВ (декабрь 1946) был избран членом ЦК партии. Принимал активное участие в борьбе против диктатуры М. Переса Хименеса, был арестован и некоторое время провел в тюрьме. В 1959 был избран депутатом Национального конгресса, участвовал в принятии Конституции 1961 года. В 1962—1963 возглавлял Комиссию по социальным вопросам Палаты депутатов, был автором нескольких отклоненных Сенатом законопроектов, направленных на защиту прав трудящихся. Участвовал в борьбе против режима Бетанкура — Леони.
В 1999 был избран в Национальную конституционную ассамблею, где занимал должность вице-председателя Комиссии по делам семьи и социальным вопросам, отстаивая позицию Компартии. Он входил в состав Генерального совета Конфедерации трудящихся Венесуэлы (CUTV), ряд лет, вплоть до своей кончины, занимал пост председателя Коммунистической партии Венесуэлы, преподавал в Центральном университете Венесуэлы и Университете Санта-Мария.
Ортега — автор ряда научных работ, был награждён несколькими орденами и медалями.